# 窓ぎわのトットちゃん
『窓ぎわのトットちゃん』（まどぎわのトットちゃん）は、女優・タレントの黒柳徹子による日本の自伝的物語。1981年に講談社から出版された。第5回路傍の石文学賞受賞作品。総発行部数は2500万部を超え、ギネス世界記録に認定されている。

## 内容
著者の黒柳が尋常小学校へ入学した頃から青森へ疎開するまでの期間に起きた出来事が書かれている、完全なノンフィクション作品である。作中の主な舞台は東京都目黒区自由が丘にかつて存在し、黒柳が通学したトモエ学園で、黒柳自身の小学生時代についてはもちろんのこと、トモエ学園におけるユニークな教育方法（リトミック、廃車になった電車を利用した教室など）や、校長である小林宗作の人柄が描かれている。また、黒柳の級友も全員実名で登場し、その中でも初恋の相手として物理学者の山内泰二も登場する。
作中で黒柳自身は、「トットちゃん」と三人称で語られている。これは、当時の本人が舌足らずで名前の「徹子（てつこ）」を「トット」と発音していたことや、「ちゃん」も自分の名前と思っていた事にちなむ。また、「窓ぎわ」とは、出版当時はリストラ予備軍のサラリーマンのことを「窓際族」と呼び出した時期であったためと、著者自身がトモエ学園に移る前に登校していた区立小学校で、チンドン屋を呼び込むために、授業中に窓の傍に立っていたことなどから付けられたものである。

## 出版・翻案
日本国内での累計発行部数は800万部を突破し、日本国内において「戦後最大のベストセラー」と称される。芸能人やスポーツ選手、政治家等の著書は「ゴーストライターがまとめたもの」が多いとされるが、本作は全て黒柳による自筆で執筆している。初版部数は2万部であったが、瞬く間に版を重ねていった。
オリジナルの日本語版としては、講談社よりハードカバーおよび文庫（講談社文庫）、新書（青い鳥文庫）が刊行（文庫版以降は「あとがき」が加筆）されているが、表紙絵および挿絵は、一貫していわさきちひろの作品である。本作品の児童文学的な面を持つ世界観と、いわさきちひろの画風が調和していたことも、本作品のヒットの一要素であるとも言える。
世界35ヶ国で翻訳され、1985年に、ポーランドの文学賞「ヤヌシュ・コルチャック賞」を受賞。中華人民共和国では、2017年5月に累計発行部数が1000万部を突破している。2023年10月時点で全世界累計発行部数は2500万部を突破している。2023年12月14日には同年9月末時点での全世界累計発行部数2511万3862部を記録対象とし、「最も多く発行された単一著者による自叙伝」としてギネス世界記録の認定を受けた。
1981年、この本の印税全額を黒柳が寄付し、「社会福祉法人トット基金」を設立した。

## 本作がもたらした影響
本作の大ヒットにより、黒柳の人気もさらに上昇した（「トットちゃんブーム」）。
作品の一編が小学校の教科書や試験問題などにも採用された一方で、1980年代に管理教育を標榜していた愛知県では、教職員やPTA関係者らが「タレントが執筆した本を図書室に置くとは言語道断だ」と、学校図書館から同書を締め出したことがあった。
1980年、『第31回NHK紅白歌合戦』で、1958年の『第9回NHK紅白歌合戦』以来22年ぶりに紅組司会を務めた黒柳は、本作の大ヒットにより翌1981年の『第32回NHK紅白歌合戦』でも紅組司会を続投した。以後、1983年の『第34回NHK紅白歌合戦』まで連続して紅組司会を務めた。黒柳が最後に紅組司会を務めた第34回では、黒柳の紅組司会に対し、白組司会は『気くばりのすすめ』の著者・鈴木健二（当時NHKアナウンサー）であり、ベストセラー作家同士の両組司会として話題になった。

## 書籍情報
- 講談社（1981年1月、ISBN 4-06-145840-X）
- 講談社文庫（1984年1月、ISBN 4-06-183252-2）
- 講談社・青い鳥文庫（1991年6月、ISBN 4-06-147351-4）
- 講談社インターナショナル 英語版（ドロシー・ブリトン訳、1984年、ISBN 4-7700-1195-4）
- 講談社英語文庫（ドロシー・ブリトン訳、2000年、ISBN 4-06-186002-X）
- （フランス語訳）プレス・ド・ラ・ルネサンス社「フランス語: Totto-chan - la petite fille a la fenêtre」（オリヴィエ・マニャニ訳、2006年、ISBN 2750902177）
- 講談社・新装版（2006年10月、ISBN 9784062136525）
- ベスト・オブ窓ぎわのトットちゃん 講談社バイリンガル・ブックス（ドロシー・ブリトン訳、1996年8月、ISBN 4-7700-2127-5）
- 『窓ぎわのトットちゃん 新組版』（2015年8月12日、ISBN 978-4-06-293212-7）

## オーディオブック
- 窓ぎわのトットちゃん（2021年3月31日、Audible）[7]
- 続 窓ぎわのトットちゃん（2025年3月10日、Audible）[8][注 3]

## メディアミックス
出版直後からテレビドラマ・映画など映像化のオファーが数多くあったが、黒柳によれば「校長先生を演じられる人はいない」という理由で、映像化の話は全て断っていた。しかし、1982年には、黒柳の朗読とオーケストラによる音楽物語『窓ぎわのトットちゃん』が初演された（作・構成：黒柳徹子・飯沢匡、作曲：小森昭宏演奏：小林研一郎、指揮：新星日本交響楽団）。
日本コロムビアから1982年4月21日にレコード発売、後にオンデマンドCD（受注生産型CD）として販売。

## テレビドラマ
2017年10月から12月まで放送された。抜粋の形ながら、初めて映像化されることとなった。

## 劇場アニメ
2023年3月20日、劇場アニメ化されることが発表された。アニメーション制作をシンエイ動画、監督を八鍬新之介、キャラクターデザインを金子志津枝、トットちゃん役の声優を大野りりあなが務める。2023年12月8日にテレビ朝日開局65周年記念作品として公開。
劇場公開から1年となる2024年12月8日から定額制動画配信サービスのNetflixにて見放題独占配信が開始された。

### あらすじ(劇場アニメ)
戦争の気運が高まる昭和15年(1940年)、東京の公立小学校に入学したトットちゃんこと黒柳徹子は、教室の窓から外のチンドン屋を呼び込んでしまうほど落ち着きがなく、ついに退学を言い渡された。お母さんは、自由が丘にある私立の「トモエ学園」にトットちゃんを連れて行った。本物の電車が教室の学校が気に入るトットちゃん。
トモエ学園は、生徒が好きな授業を好きな時間に学べる学校だった。小児麻痺で身体の不自由な山本泰明と親しくなるトットちゃん。校長先生は、汲み取り式の便所に財布を落としたトットちゃんが長柄杓で汚物を引き上げても「戻しとけよ」としか言わない温厚な人物だった。
新しい電車が教室として学校に来ると聞き、学校に泊まって真夜中の搬入を見学する生徒たち。身体の弱い泰明はお泊りを欠席したが、そんな泰明をプールに入れて水の楽しさを教えたり、脚立を使って校庭の木に登らせるトットちゃん。
校長先生は、ひときわ小柄なことを気にしている生徒に冗談で「尻尾がある」と言った教師を叱りつけるほど、子供の気持ちを深く考える教師だった。運動会で、小柄な生徒が有利になるような競技を考案し、一等賞を取らせる校長先生。
お祭りでヒヨコを買ってもらったが、すぐに死なれて泣いたり、泰明と腕相撲をして、わざと負けて怒らせてしまったり、辛い出来事も経験して成長して行くトットちゃん。知らない大人に理不尽に叱られて泣いたトットちゃんを慰める泰明。読書好きな泰明は、トットちゃんに「アンクル・トムズ・ケビン」の本を貸してくれた。
第二次世界大戦が始まり、食料も配給制になって、トットちゃんのお弁当が僅かな炒り豆だけの日も出てきた。バイオリニストのお父さんは、軍事工場で軍歌を弾けば食べ物が貰えるのに、戦争反対で断った。ひもじくてもそんなお父さんに賛同するお母さんとトットちゃん。
身体の弱かった泰明が死に、教会でお葬式が開かれた。たまらずに教会を飛び出し、トモエ学園まで走るトットちゃん。息を切らして追って来た校長先生が、教会で落とした「アンクル・トムズ・ケビン」を持って来てくれた。校長先生の胸で泣きじゃくるトットちゃん。
昭和19〜20年(1945年）戦争が激化し、トモエ学園の生徒たちは、それぞれ田舎に疎開することになった。校長先生と、「大きくなったらトモエ学園の先生になる」と約束して、トットちゃんもお母さんや生まれたばかりの弟と青森への疎開が決まった。
トットちゃんの家は延焼防止のための建物疎開で取り壊され、トモエ学園も空襲で焼け落ちた。しかし、校舎が炎に包まれても校長先生は、次に作る学校のことしか考えていなかった。
走る汽車から外に広がるリンゴ畑を眺め、木々の間を演奏しながら歩くチンドン屋を見たように思いながら、トットちゃんは青森に疎開して行った。

### キャスト
- トットちゃん（黒柳徹子） - 大野りりあな[12]
- 小林先生（小林宗作） - 役所広司[14]
- トットちゃんのパパ（黒柳守綱） - 小栗旬[14]
- トットちゃんのママ（黒柳朝） - 杏[14]
- 大石先生 - 滝沢カレン[14]
- 泰明ちゃん（山本泰明） - 松野晃士
- 自由が丘の駅員 - 石川浩司
- ローゼンシュトック - ダニエル・ケルン
- 齋藤秀雄 - 駒田航
- 赤松小学校の先生 - 園崎未恵
- 泰明ちゃんの母 - 加納千秋

### スタッフ
- 原作・製作・ナレーション - 黒柳徹子[12]
- 監督・企画・脚本・絵コンテ - 八鍬新之介[12]
- 共同脚本 - 鈴木洋介
- 製作総指揮 - 早河洋
- 企画プロデュース - 梅澤道彦
- 製作 - 梅澤道彦、西新、岡本節子、市川南、古川公平、東浦亮典、杉浦修、藤田浩幸、堂山昌司
- プロデューサー - 高橋麗奈、田川啓二
- アソシエイトプロデューサー - 本宮理恵、八木征志、中名生慎也、小林遼、梶原清文、上田耕行
- 協力プロデューサー - 天野賢
- 企画協力 - 田原敦子
- キャラクターデザイン・総作画監督 - 金子志津枝[12]
- イメージボード - 大杉宜弘、西村貴世
- 車両設定 - 和田たくや
- 演出 - 大杉宜弘、薮本和彦、藤倉拓也
- 総作画監督補佐・作画監督 - 加藤祐子
- 作画監督 - 三島千枝、薮本和彦、田村篤、西村貴世、林佳織、大城勝
- 動画検査 - 梶谷睦子、加来由加里 / 荒幡佳子、羽田智織、守本優子 / 向山つかさ（ササユリ）、橋口菜々・円田智世・阿部温子（R.I.C）、金原知美（コミックス・ウェーブ・フィルム）、Jang Chul-ho・QianXuXiang（DR MOVIE）
- 美術設定 - 矢内京子
- 美術監督 - 串田達也
- 美術制作 - でほぎゃらりー
- 色彩設計 - 松谷早苗
- 色彩設計補佐 - 曽我早紀子、堀越智子
- 撮影監督 - 峰岸健太郎
- 編集 - 小島俊彦
- 音響監督 - 清水洋史
- 音響効果 - 倉橋静男、西佐知子
- 音響制作 - 東北新社
- 音楽 - 野見祐二[15]
- ラインプロデューサー・設定制作 - 増谷大輔
- 制作デスク補佐 - 重光克彦
- 宣伝プロデューサー - 森田道広、飯島真知子
- 制作協力 - コミックス・ウェーブ・フィルム、R.I.C、inumo、ササユリ、コントレール、VIGORE
- 制作プロダクション - シンエイ動画[12]
- 製作 - 2023 映画「窓ぎわのトットちゃん」製作委員会[15]（シンエイ動画、テレビ朝日、吉田事務所、東宝、講談社、東急、東急エージェンシー、電通、NBCユニバーサル・エンターテイメントジャパン合同会社）
- 配給 - 東宝[15]

### イメージシーンアニメーション
本作では様々な表現を用いたイメージシーンアニメーションが挿入されている。
- 「電車シーン」監督・アニメーション - 神戸祐太
- 「水中シーン」監督・アニメーション - 加藤久仁生
- 「悪夢シーン」監督・アニメーション - 河原雪花

### 主題歌
「あのね」
唄 / 作詞・作曲 - あいみょん
編曲 - 立崎優介、近藤隆史、田中ユウスケ
（unBORDE / Warner Music Japan）

### 公開
公開後の2023年12月11日に発表された週末興行成績ランキングでは初登場第6位にランクインした。

### 関連書籍
- 『映画 窓ぎわのトットちゃん ストーリーブック』講談社、2023年12月4日発売[17]。
- 日本シナリオ作家協会・編『'23年鑑代表シナリオ集』協同組合日本シナリオ作家協会、2024年7月31日発行、ISBN 978-4-907881-14-6 - シナリオを収録[18]。

### 受賞
- 第47回日本アカデミー賞[19]
  - 優秀アニメーション作品賞
- 第33回日本映画批評家大賞
  - アニメーション作品賞[20]
- アヌシー国際アニメーション映画祭（2024年）
  - ポール・グリモー賞（長編部門特別賞）

#### 評価
本作の脚本（八鍬新之介・鈴木洋介）は日本シナリオ作家協会が毎年刊行する『年鑑代表シナリオ集』の2023年度版に収録された。同書出版委員会委員長を務めた向井康介は巻末解説で、「全体を通して歴史を真摯に扱い、上品な作品に仕上げていることを評価。掲載に至った」と記している。

## 『続 窓ぎわのトットちゃん』
本書の続編となる『続 窓ぎわのトットちゃん』が2023年10月3日に刊行された。内容は主人公・トットが東京大空襲後、青森に疎開し、女学校、音楽学校を経てNHKの専属女優として活動、ニューヨークに留学するまでが書かれている。前述の通り主人公の三人称からは「ちゃん」が外れ、それまで実質的な続編という扱いだった「トットチャンネル」同様に「トット」と呼称されている。作者黒柳による「まえがき」「あとがき」の文章は、本作の「敬体」から変わり、「常体」で書かれている。
- 黒柳徹子『続 窓ぎわのトットちゃん』（講談社）2023年10月3日発売[25]、ISBN 978-4-06-529671-4